# Copa Intercontinental de Futsal 2006
A Copa Intercontinental de Futsal de 2006 corresponde à nona edição do troféu e à terceira Copa Intercontinental de Futsal reconhecida pela FIFA. A edição de 2006 foi disputada no Gimnasio Arena Multiusos em Brusque (Santa Catarina), Brasil, entre os dias 6 e 9 de abril. A competição foi organizada pela CBFS (Confederação Brasileira de Futebol de Salão).

## Participantes
- Malwee/Jaraguá, do Brasil, campeão Campeonato Sul-Americano de Futebol de Salão (2005).
- Universidad Autónoma de Asunción, do Paraguay, vice-campeão Campeonato Sul-Americano de Futebol de Salão (2005).
- ServCorp FC, dos Estados Unidos, campeão da Liga Nacional dos Estados Unidos.
- Boomerang Interviú, da Espanha, defensor do título.
- Carlos Barbosa, do Brasil, clube indicado pelo país-sede, campeão da Intercontinental de 2004 e terceiro em 2005.
- Predator FC, do Japão, campeão japonês.

### Grupo A
| Equipe                              | Pts | PJ | PG | PE | PP | GF | GC |
| ----------------------------------- | --- | -- | -- | -- | -- | -- | -- |
| 1. Malwee/Jaraguà                   | 6   | 2  | 2  | 0  | 0  | 15 | 1  |
| 2. Universidad Autónoma de Asunción | 3   | 2  | 1  | 0  | 1  | 6  | 7  |
| 3. ServCorp F.C.                    | 0   | 2  | 0  | 0  | 2  | 5  | 16 |

### Grupo B
| Equipe                | Pts | PJ | PG | PE | PP | GF | GC |
| --------------------- | --- | -- | -- | -- | -- | -- | -- |
| 1. Boomerang Interviú | 6   | 2  | 2  | 0  | 0  | 13 | 3  |
| 2. Carlos Barbosa     | 3   | 2  | 1  | 0  | 1  | 12 | 6  |
| 3. Predator F.C.      | 0   | 2  | 0  | 0  | 2  | 1  | 17 |

#### Partidos
6 de abril
| Hora  | Partida                            | Resultado (Primera tempo) |
| ----- | ---------------------------------- | ------------------------- |
| 19:00 | Boomerang Interviu - Predator F.C. | 8-0 (5-0)                 |
| 20:30 | Malwee/Jaraguá - ServCorp F.C.     | 10-1 (5-0)                |

7 de abril
| Hora  | Partida                                    | Resultado (Primera tempo) |
| ----- | ------------------------------------------ | ------------------------- |
| 19:00 | Univ. Autónoma de Asuncion - ServCorp F.C. | 6-2 (3-1)                 |
| 20:30 | Carlos Barbosa - Predador F.C.             | 9-1 (4-0)                 |

8 de abril
| Hora  | Partida                                     | Resultado (Primera tempo) |
| ----- | ------------------------------------------- | ------------------------- |
| 16:00 | Carlos Barbosa - Boomerang Interviú         | 3-5 (1-1)                 |
| 18:00 | Malwee/Jaraguá - Univ. Autónoma de Asuncion | 5-0 (2-0)                 |

9 de abril
5º y 6º puesto (3ª do Grupo A - 3º do Grupo B)
| Hora | Partido       | Partido | Partido       | Resultado   |
| ---- | ------------- | ------- | ------------- | ----------- |
| 9:00 | ServCopr F.C. | -       | Predator F.C. | 2 - 4 (0-4) |

3º e 4º lugares (2º do Grupo A - 2º do Grupo B)
| Hora  | Partida                          | Partida | Partida        | Resultado   |
| ----- | -------------------------------- | ------- | -------------- | ----------- |
| 11:00 | Universidad Autónoma de Asunción | -       | Carlos Barbosa | 3 - 4 (0-1) |

### Final
A final foi disputada no dia 9 de abril de 2006, no ginásio Arena Multiusos, de Brusque, com um público presente de quatro mil pessoas. Os árbitros foram Ortiz (Paraguai) e Escarelo (Uruguai).
O Malwee/Jaraguá jogou com: Donny; Leco, Jonas, Valdin, Falcão
Reservas: Dimas, Xande, Xoxó, Chico
Técnico: Fernando Ferretti
O Boomerang Interviú jogou com: Luis Amado; Marquinho, Neto, Schumacher, Daniel
Reservas: Gabriel, Julio, Andreu, Joan
Técnico: Jesús Candelas
O gol do Boomerang Interviú foi marcado por Neto.
Final (1º do Grupo A - 1º do Grupo B)
| Hora  | Partida        | Partida | Partida            | Resultado |
| ----- | -------------- | ------- | ------------------ | --------- |
| 14:00 | Malwee/Jaraguá | -       | Boomerang Interviú | 0-1 (0-0) |